# Publius Rutilius Lupus (consul in 90 v.Chr.)
Publius Rutilius Lupus (- 11 juni 90 v.Chr. aan de Tolenus) was een Romeins politicus uit de latere Romeinse Republiek.
Deze zoon en kleinzoon van een Lucius Rutilius zou waarschijnlijk ten laatste in 93 v.Chr. het ambt van praetor hebben bekleed. Kort na het uitbreken van de Bellum sociorum werd hij in 90 v.Chr. tot consul verkozen. Rutilius nam het commando op zich voor het noordelijke krijgstoneel, terwijl zijn collega Lucius Julius Caesar opperbevelhebber in het zuiden was. Rutilius minachtte de raad van zijn ervaren legatus en verwant Gaius Marius (de overwinnaar van Jugurtha, Cimbren en Teutonen), eerst de troepen op te leiden. Hij werd door de Marsi in het dal van de Tolenus in een hinderlaag gelokt en gedood. Marius kon na de dood van de consul de vijand terugdringen en Rutilius' lijk in veiligheid brengen, die voor zijn begrafenis naar Rome werden overgebracht.
De latere tribunus plebis (57/56 v.Chr.) en praetor (49 v.Chr.) Publius Rutilius Lupus was vermoedelijk zijn zoon.

## Referentie
- Dit artikel of een eerdere versie ervan is een (gedeeltelijke) vertaling van het artikel Publius Rutilius Lupus (Konsul) op de Duitstalige Wikipedia, dat onder de licentie Creative Commons Naamsvermelding/Gelijk delen valt. Zie de bewerkingsgeschiedenis aldaar.